# Andrea Fondelli
Andrea Fondelli (Gênova, 27 de fevereiro de 1994) é um jogador de polo aquático italiano, medalhista olímpico.

## Carreira

### Rio 2016
Fondelli integrou a equipe da Itália medalha de bronze nos Jogos do Rio de Janeiro.